# Diosma strumosa
Diosma strumosa är en vinruteväxtart som beskrevs av I. Williams. Diosma strumosa ingår i släktet Diosma och familjen vinruteväxter. Inga underarter finns listade i Catalogue of Life.